# Potamophylax latipennis
Potamophylax latipennis är en nattsländeart som först beskrevs av Curtis 1834.  Potamophylax latipennis ingår i släktet Potamophylax och familjen husmasknattsländor. Arten är reproducerande i Sverige. Inga underarter finns listade i Catalogue of Life.